# Barbara Schlüter

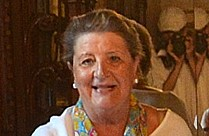
Barbara Schlüter (2016)

Barbara Schlüter (auch: Barbara Schlüter-Kiske und Barbara Schlüter Kiske, früherer Name Barbara Kroemer; * 1948) ist eine deutsche Historikerin, Kommunikationsberaterin, Coach und Autorin.

## Leben
Nach ihrem Schulbesuch studierte Barbara Schlüter die Fächer Geschichte, Politikwissenschaft und Wirtschaftswissenschaften und arbeitete anschließend sechs Jahre als wissenschaftliche Assistentin am Historischen Seminar der Universität Hannover, wo sie als Erste Veranstaltungen zum Thema „Frauen in der Geschichte“ anbot.
Später ließ sich Schlüter zur Trainerin bei der Trainer-Akademie-München (TAM) in München ausbilden. Wiederum in Hannover studierte sie ergänzend Erwachsenenbildung. 1980 machte sie sich selbständig als Kommunikationstrainerin, Coach und Managementberaterin.
Zu ihren ersten Büchern zählen Titel wie Rhetorik für Frauen sowie der in Hannover um 1890 spielende historische Roman Vergiftete Liebe.

## Schriften (Auswahl)
Ratgeber und Sachbücher
- Rhetorik für Frauen. Selbstbewusst und richtig vorbereitet jede Gesprächssituation meistern, mit Zeichnungen von Margaretha Ganseforth, Heidelberg: Redline Wirtschaft, 2006, ISBN 978-3-636-01345-3 und ISBN 3-636-01345-9.

Romane
- Vergiftete Liebe. ELVEA Verlag, Neuauflage 2020, ISBN 978-3-946751-82-3.
- Verheimlichte Liebe. ELVEA Verlag, Neuauflage 2020, ISBN 978-3-946751-81-6.
- Gerächter Zorn. ELVEA Verlag, Neuauflage 2020, ISBN 978-3-946751-80-9.
- Ausgerechnet zum Feiertag. Historische Mordsgeschichten. ELVEA Verlag, Neuauflage 2020, ISBN 978-3-946751-81-6.
- Verschaukelte Liebe. ELVEA Verlag, 2021, ISBN 978-3-946751-02-1.

## Belege
1. ↑  Vergleiche die Angaben im Katalog der Deutschen Nationalbibliothek
2. 1 2 3 4  o. V.: Schlüter, Barbara in der Datenbank Niedersächsische Personen (Neueingabe erforderlich) der Gottfried Wilhelm Leibniz Bibliothek – Niedersächsische Landesbibliothek in der Version vom 1. November 2012, zuletzt abgerufen am 17. April 2019

| Personendaten    | Personendaten                                                      |
| ---------------- | ------------------------------------------------------------------ |
| NAME             | Schlüter, Barbara                                                  |
| ALTERNATIVNAMEN  | Schlüter-Kiske, Barbara; Schlüter Kiske, Barbara; Kroemer, Barbara |
| KURZBESCHREIBUNG | deutsche Historikerin, Kommunikationsberaterin, Coach und Autorin  |
| GEBURTSDATUM     | 1948                                                               |